# Àcid adípic
Àcid adípic és el compost orgànic amb la fórmula (CH₂)₄(COOH)₂. És l'àcid dicarboxílic més important des del punt de vista industrial. Se'n produeixen uns 2500 milions de quilos cada any, principalment per produir nylon. Rarament es presenta en la natura.

## Preparació
Històricament es preparava a partir de diversos greixos per oxidació. Actualment es produeix a partir d'una mescla de ciclohexanol i ciclohexanona que s'anomena "KA oil", el KA oil s'oxida amb àcid nítric per donar àcid adípic:
HOC₆H11 + HNO₃ → OC₆H10 + HNO₂ + H₂O
Com a productes acompanyants es produeixen àcid glutàric i àcid succínic.

## Usos
De bon tros la majoria de l'àcid adípic es fa servir com monòmer per produir niló. També serveix per produir poliuretà i els seus èsters són plasticitzadors, especialment en el PVC.

### En medicina
L'àcid adípic s'usa per obtenir alliberament independentment del pH en drogues lleugerament àcides o bàsiques.

### En aliments
Petites però significatives quantitats d'àcid adípic es fan servir com ingredient en aliments per saboritzant i gelificant. Es fa servir en antiàcids de carbonat de calci per millorar-ne el gust.

## Seguretat
Irrita lleugerament la pell, és lleugerament tòxic amb una LD50 de 3600 mg/kg per ingestió en rates.

## Apèndix
- Codi E: E355